# Mickey Friedman
Pour les articles homonymes, voir Friedman.
Mickey Friedman, née le 30 août 1944 à Dothan en  Alabama aux États-Unis, est une écrivaine américaine, auteure de roman policier.

## Biographie
Elle fait des études universitaires à Tallahassee en Floride. De 1977 à 1983, elle est reporter au San Francisco Examiner et chroniqueuse littéraire.
En 1983, elle publie son premier roman L'orage ne vient jamais seul (Hurricane Season), dont l'action se déroule dans le Floride de 1952, alors que s'affrontent deux bandes rivales de fabricants d’alcool clandestins. Le Miroir du sphinx (Magic Mirror), paru en 1989, développe une intrigue qui se situe en France. Il s'agit, selon Claude Mesplède, d'« une enquête, comme les précédentes, alerte et pleine de fraîcheur, avec quelques touches d'humour noir ».

## Œuvre

### Romans

#### SérieGeorgia Lee Maxwell
- Magic Mirror (1988) (autre titre  Deadly Reflections) Publié en français sous le titre Le Miroir du sphinx, traduit par Paul Kinnet, Paris, Gallimard, Série noire no 2170, 1989  (ISBN 2-07-049170-6)
- A Temporary Ghost (1989)

#### Autres romans
- Hurricane Season (1983) Publié en français sous le titre L'orage ne vient jamais seul, traduit par Jean-Michel Alamagny, Paris, Gallimard, Série noire no 1963, 1984  (ISBN 2-07-048963-9)
- The Fault Tree (1984) Publié en français sous le titre La Grande Roue de Brahma, traduit par Jean-Bernard Piat, Paris, Gallimard, Série noire no 2018, 1984  (ISBN 2-07-049018-1)
- Paper Phoenix (1986) Publié en français sous le titre Sous le sceau du phénix, traduit par France-Marie Watkins, Paris, Gallimard, Série noire no 2077, 1986  (ISBN 2-07-049077-7)
- Venetian Mask (1987) Publié en français sous le titre Masque vénitien, traduit par Michelle Herpe-Voslinsky, Paris, Éditions Liana Levi, 1988  (ISBN 2-86746-038-7)
- Rip Tide (1994)

### Ouvrage non fictionnel
- The Crown Crime Companion: The Top 100 Mystery Novels of All Time (1995) (coécrit avec Otto Penzler (en))

### Nouvelles
- Amazon Run (1998) Publié en français sous le titre Excursion amazonienne, dans le recueil Meurtres en cavale (Murder on the Run), Paris, Albin Michel, collection Spécial Suspense, 2001  (ISBN 2-226-12125-0) ; réédition, Paris, Le Livre de poche no 17303, 2003  (ISBN 2-253-17303-7)
- Tango Is my Life Publié en français sous le titre Le Tango, c'est ma vie, dans le recueil Meurtres en famille (Murder in the family), Paris, Albin Michel, collection Spécial Suspense, 2005  (ISBN 2-226-15841-3) ; réédition Le Livre de poche no 37250, 2008  (ISBN 978-2253120391)

## Sources
- Claude Mesplède (dir.), Dictionnaire des littératures policières, vol. 1 : A - I, Nantes, Joseph K, coll. « Temps noir », 2007, 1054 p. (ISBN 978-2-910-68644-4, OCLC 315873251), p. 791
- Claude Mesplède, Les Années Série noire vol.5 (1982-1995), Encrage « Travaux » no 36, 2000